# Novoozerne
Novoozerne (ukrainien : Новоозерне, russe : Новоозёрное, Novoozyornoe, tatar de Crimée : Novoozörnoye) est une commune urbaine de république autonome de Crimée, en Ukraine, occupée par la Russie depuis 2014, faisant partie de la municipalité d'Eupatoria. Fondée en 1971, elle reçoit son statut actuel en 1977. Population : 7 383  habitants (estimation de 2013). Une base de la marine ukrainienne, construite en 1996 et donnant sur le Donouzlav, s'y trouvait.